# تارگو
تارگو شهری در شهرستان ساپونه در استان بازگا در بورکینافاسوی مرکزی است و جمعیت آن ۳۱۶۲ نفر است.